# دره کشمیر
درهٔ کشمیر (به انگلیسی: Kashmir Valley) یک دره در هند است که در جامو و کشمیر واقع شده‌است. دره کشمیر ۱۵٬۹۴۸ کیلومتر مربع مساحت و ۶٬۹۰۷٬۶۲۲ نفر جمعیت دارد.